# پیتزو پاگلیا
پیتزو پاگلیا (به لاتین: Pizzo Paglia) یک کوه در سوئیس است که در Grono واقع شده‌است. پیتزو پاگلیا ۲٬۵۹۳ متر بالاتر از سطح دریا واقع شده‌است.